# Église Saint-Alban de Corcy
Pour les articles homonymes, voir Église Saint-Alban et Saint Alban.
L'église Saint-Alban est une église située à Corcy, en France.

## Localisation
L'église est située sur la commune de Corcy, dans le département de l'Aisne.

## Historique
Le monument est classé au titre des monuments historiques en 1920.

## Galerie

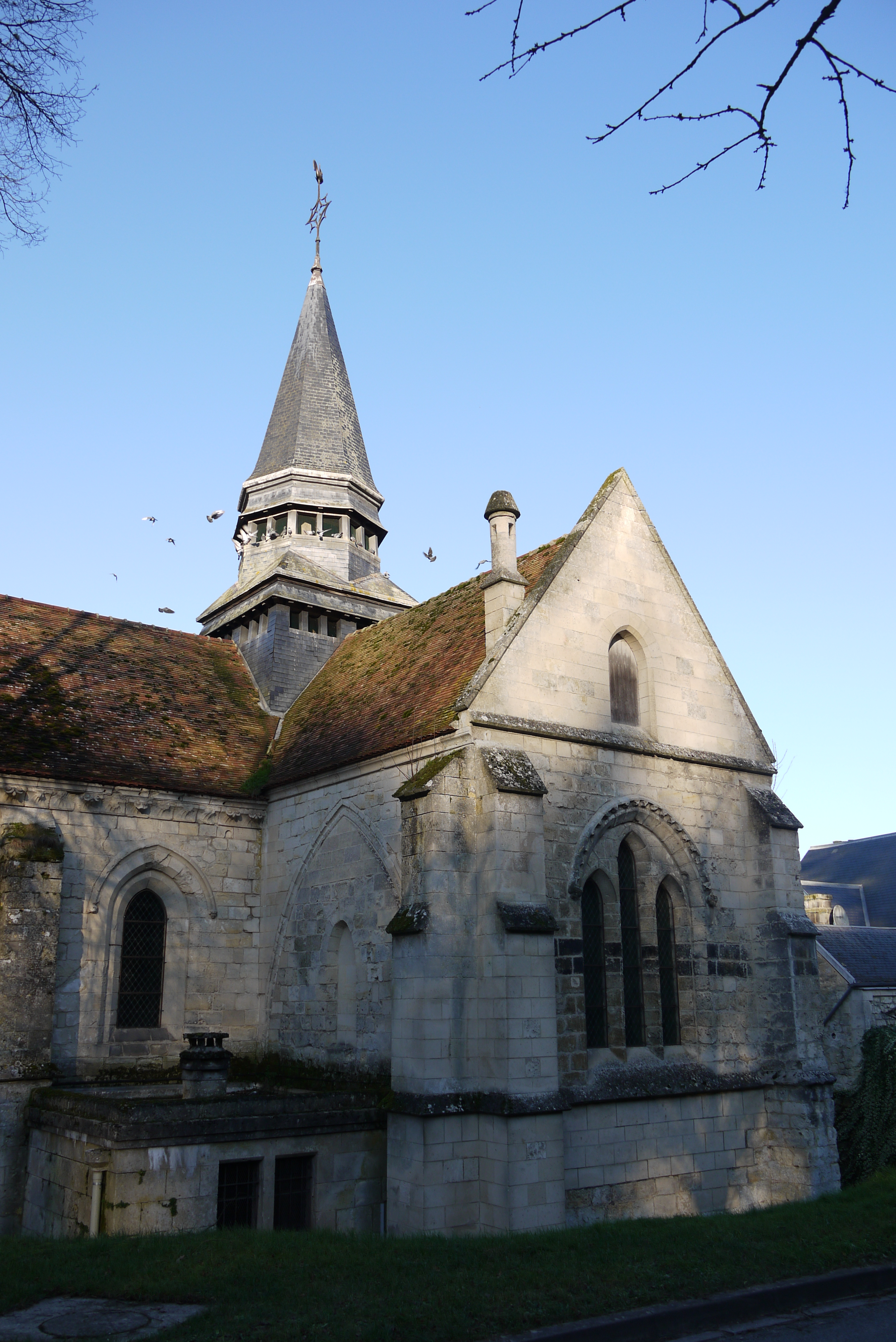
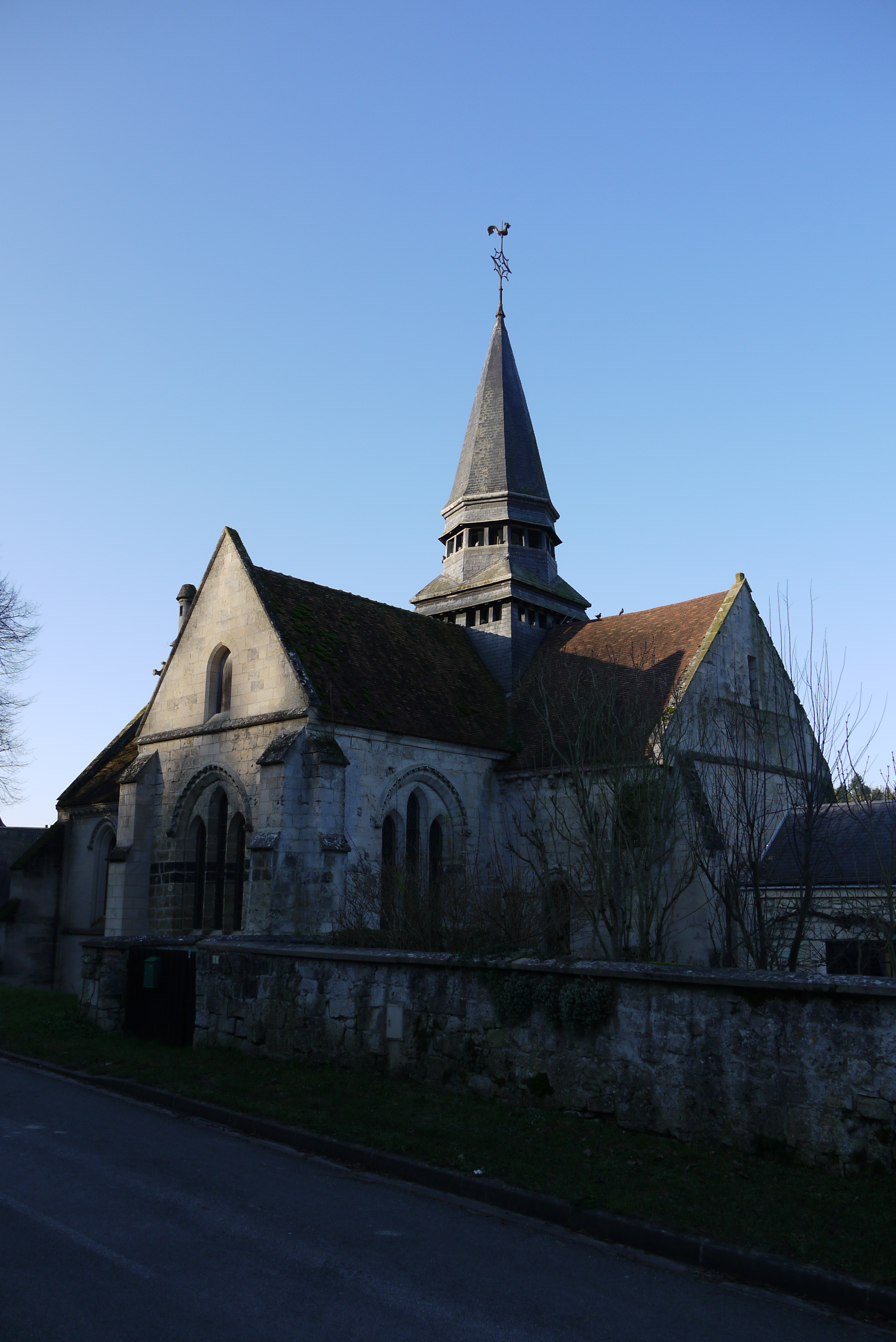
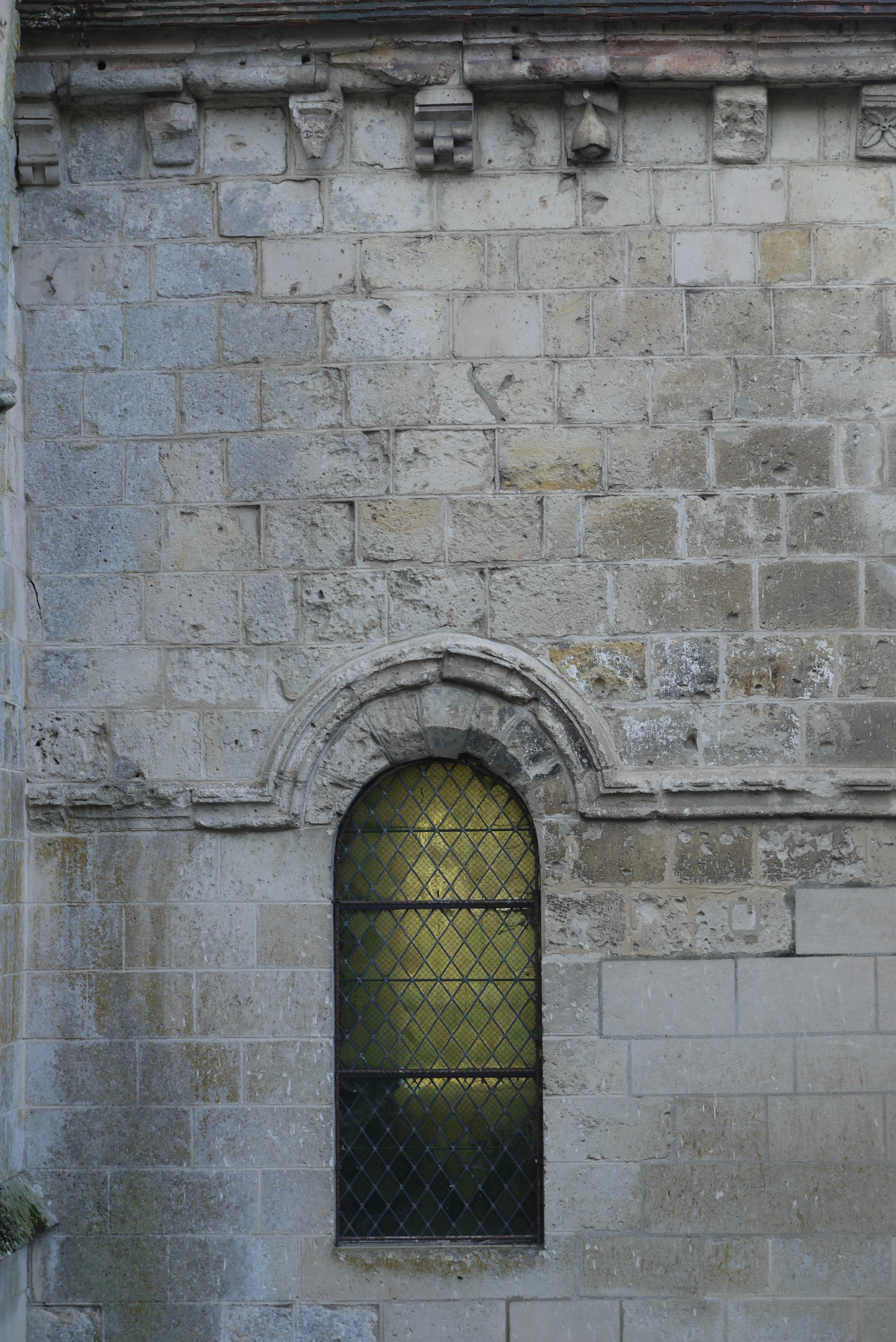